# Thị Nại (phường)
Thị Nại là một phường thuộc thành phố Quy Nhơn, tỉnh Bình Định, Việt Nam.

## Địa lý
Phường Thị Nại có diện tích 2,94 km², dân số năm 2022 là 36.458 người, mật độ dân số đạt 12.400 người/km².

## Lịch sử
Tính đến ngày 31 tháng 12 năm 2022, phường Lê Lợi có 9 khu vực: 1, 2, 3, 4, 5, 6, 7, 8, 9. Phường Thị Nại có 6 khu vực: 1, 2, 3, 4, 5, 6. Phường Trần Hưng Đạo có 7 khu vực: 1, 2, 3, 4, 5, 7, 8.
Ngày 24 tháng 10 năm 2024, Ủy ban Thường vụ Quốc hội ban hành Nghị quyết số 1257/NQ-UBTVQH15 về việc sắp xếp đơn vị hành chính cấp xã của tỉnh Bình Định giai đoạn 2023 – 2025 (nghị quyết có hiệu lực từ ngày 1 tháng 12 năm 2024). Theo đó, sáp nhập toàn bộ 0,47 km² diện tích tự nhiên, quy mô dân số là 10.001 người của phường Trần Hưng Đạo và toàn bộ 0,57 km² diện tích tự nhiên, quy mô dân số là 14.090 người của phường Lê Lợi vào phường Thị Nại.
Phường Thị Nại có 2,94 km² diện tích tự nhiên và quy mô dân số là 36.458 người.